# 马来西亚预防犯罪基金会
马来西亚预防犯罪基金会（英語：Malaysia Crime Prevention Foundation，缩写：MCPF）是马来西亚的非盈利政府机构，其任务是提升公众对预防犯罪的认识。同时，也鼓励公众参与政府以及其他有关方面的非政府组织举办的预防犯罪工作。
马来西亚预防犯罪基金会在1993年1月11日由时任马来西亚首相马哈迪·莫哈末成立，他也曾经担任这个基金会的赞助人。